# Rheinhafen Krefeld
Der Rheinhafen Krefeld ist ein Binnenhafen am linken Ufer des Niederrheins (Kilometer 762,1 bis km 766,3). Er wurde am 6. Juli 1906 eingeweiht und wird von der Hafen Krefeld GmbH & Co. KG betrieben.
Die Einfahrt zum Hafenbecken liegt genau unter der Krefeld-Uerdinger Brücke.
2019 wurden mehr als 5,5 Millionen Tonnen umgeschlagen. Damit ist er der viertgrößte öffentliche Binnenhafen in Nordrhein-Westfalen (siehe Liste).

## Geschichte

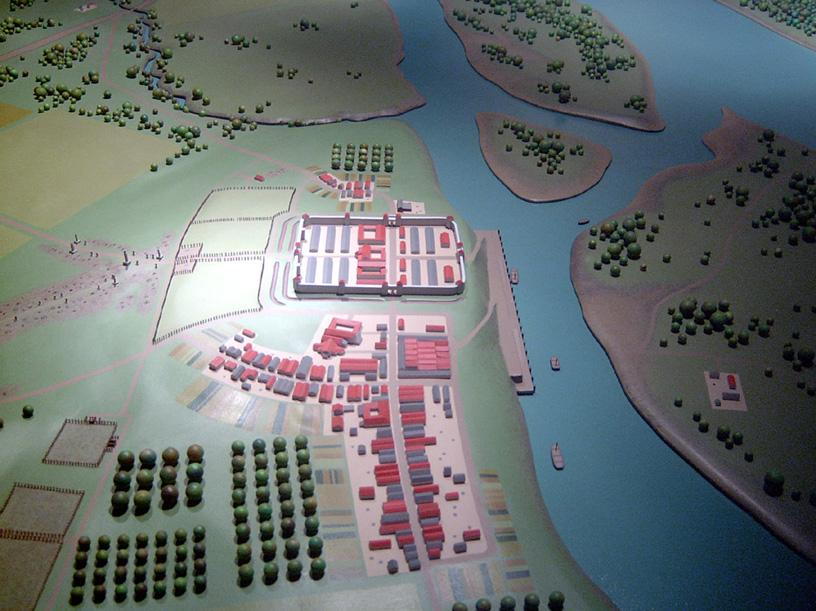
Modell von Krefeld-Gellep

Bei archäologischen Ausgrabungen wurde eine 180 Meter lange Kaimauer gefunden, die zum römischen Kastell Gelduba gehörte. Der Hafen wurde auch nach der Römerzeit genutzt. Er verschob sich aber durch Verlagerung des Flussbetts weiter nach Norden. Im Mittelalter war er Umschlagplatz für das kurkölnische Umland und Crefeld. Die Uerdinger Rheinwerft ist seit 1929 Bestandteil des (zunächst Krefeld-Uerdinger, später Krefelder) Hafens.
1901 beschloss die Krefelder Stadtverordnetenversammlung den Bau eines Hafens in dem kurz zuvor eingemeindeten Ort Linn. Dazu wurde die vor dem Ort liegende Rheininsel mit über drei Millionen Kubikmeter Erdreich aufgeschüttet und an ihrem stromaufwärts liegenden Ende mit dem Festland verbunden. Über das so entstandene Hafenbecken führt eine Drehbrücke. Am Rheinufer befindet sich eine rund 400 m lange Kaimauer.
Im Zweiten Weltkrieg wurden bei insgesamt 150 Bombenangriffen mehr als 70 % der Anlagen zerstört, insbesondere die dortigen Industriebetriebe.
Bis 1960 siedelten sich weitere Betriebe im Hafengebiet an und eine Erweiterung des Hafens wurde notwendig. Für die Freizeitschifffahrt gibt es einen eigenen Yachthafen bei Rheinkilometer 759,8 links. Dort gibt es für Kleinfahrzeuge geeignete Anleger und eigene Ver- und Entsorgungseinrichtungen. Dazu wurde ab 1970 der am Ende des Hafenbeckens liegende Baggersee, der über einen Kanal erreichbar war, genutzt. Das Hafenbecken ist insgesamt rund 3,5 km lang und hat ein großes Wendebecken. 1988 wurde am Hafenkopf ein Containerterminal gebaut. Seit 2008 kooperiert der Hafen Krefeld mit den Neuss-Düsseldorfer Häfen.

## Infrastruktur
Das Hafengebiet umfasst rund 500 Hektar und die Gesamtuferlänge beträgt 11,4 km. 2010 wurden insgesamt (Bahn- und Schiffsverkehr) 3,22 Millionen Tonnen umgeschlagen. Damit hat Krefeld den viertgrößten Hafen in Nordrhein-Westfalen. Für das Verladen stehen vier betriebseigene Krananlagen zur Verfügung. Andere Verladeeinrichtungen für Erdölprodukte, Getreide und Schüttgüter werden von den im Hafen ansässigen Firmen selbst unterhalten. Am Wendebecken steht ein 200-Tonnen-Schwergutkran der Firma Klösters.
Das Containerterminal verfügt über zwei Containerladebrücken mit bis zu 40 Tonnen Tragekraft, zwei Reach-Stacker, Anschlüsse für 16 Kühlcontainer und 32.500 m² Lagerfläche, wovon 500 m² überdacht sind. Außerdem ist für Gefahrgutcontainer ein abgesondertes Löschwasserauffangbecken eingerichtet.

## Verkehr
Die Hafengesellschaft betreibt ein eigenes Eisenbahnunternehmen (EVU) mit einer Streckenlänge von 50 km und vier Lokomotiven. Es bestehen direkte Anbindungen an das Schienennetz der Deutschen Bahn AG.

Gemeindestraßen und die Bundesstraße 288 erschließen die Hafengebiete zu der zwei Kilometer westlich verlaufenden Bundesautobahn 57 hin.
Die Linie 044 der Straßenbahn Krefeld endet am Rheinhafen.

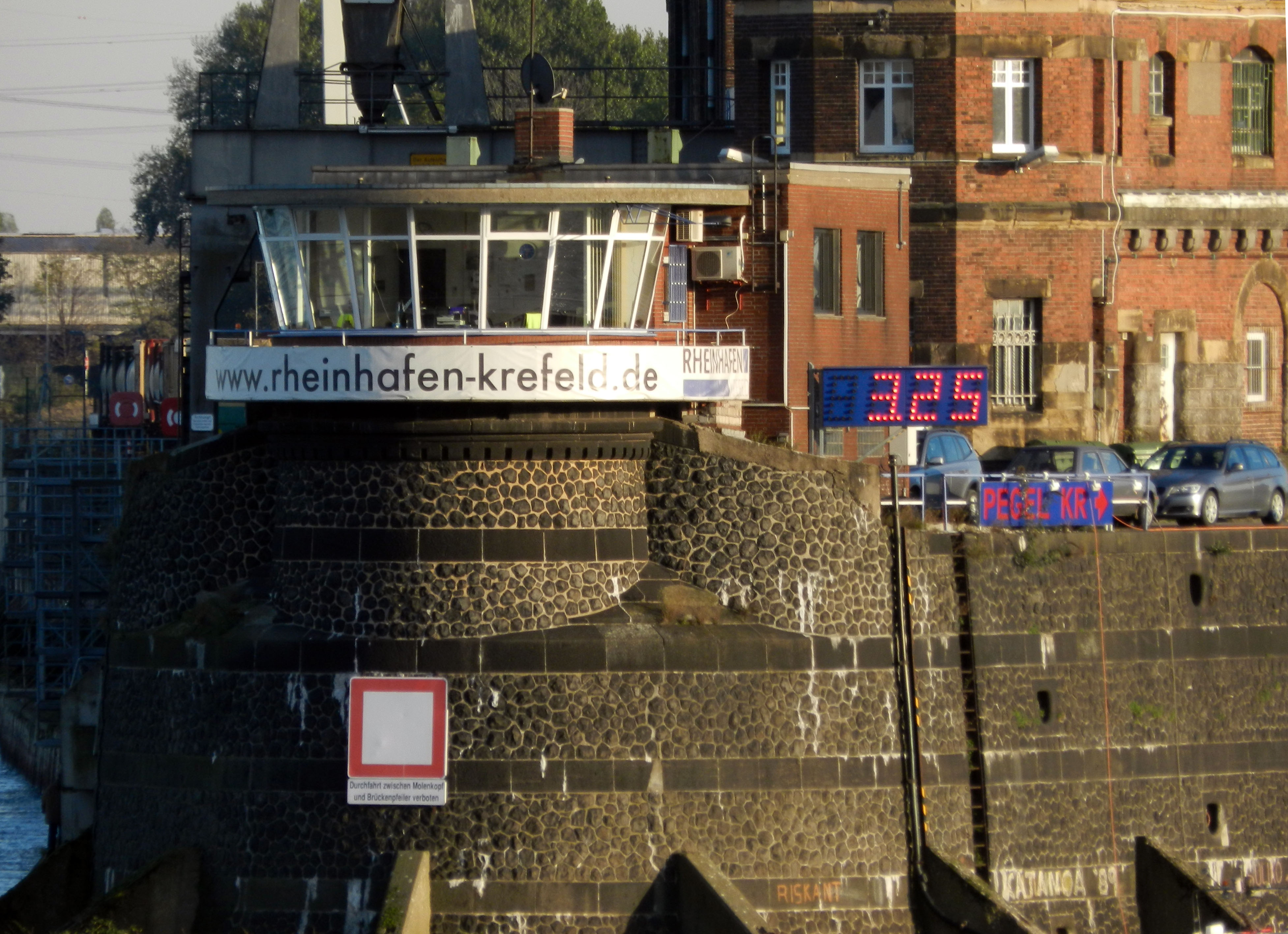
Hafenmeisterbüro
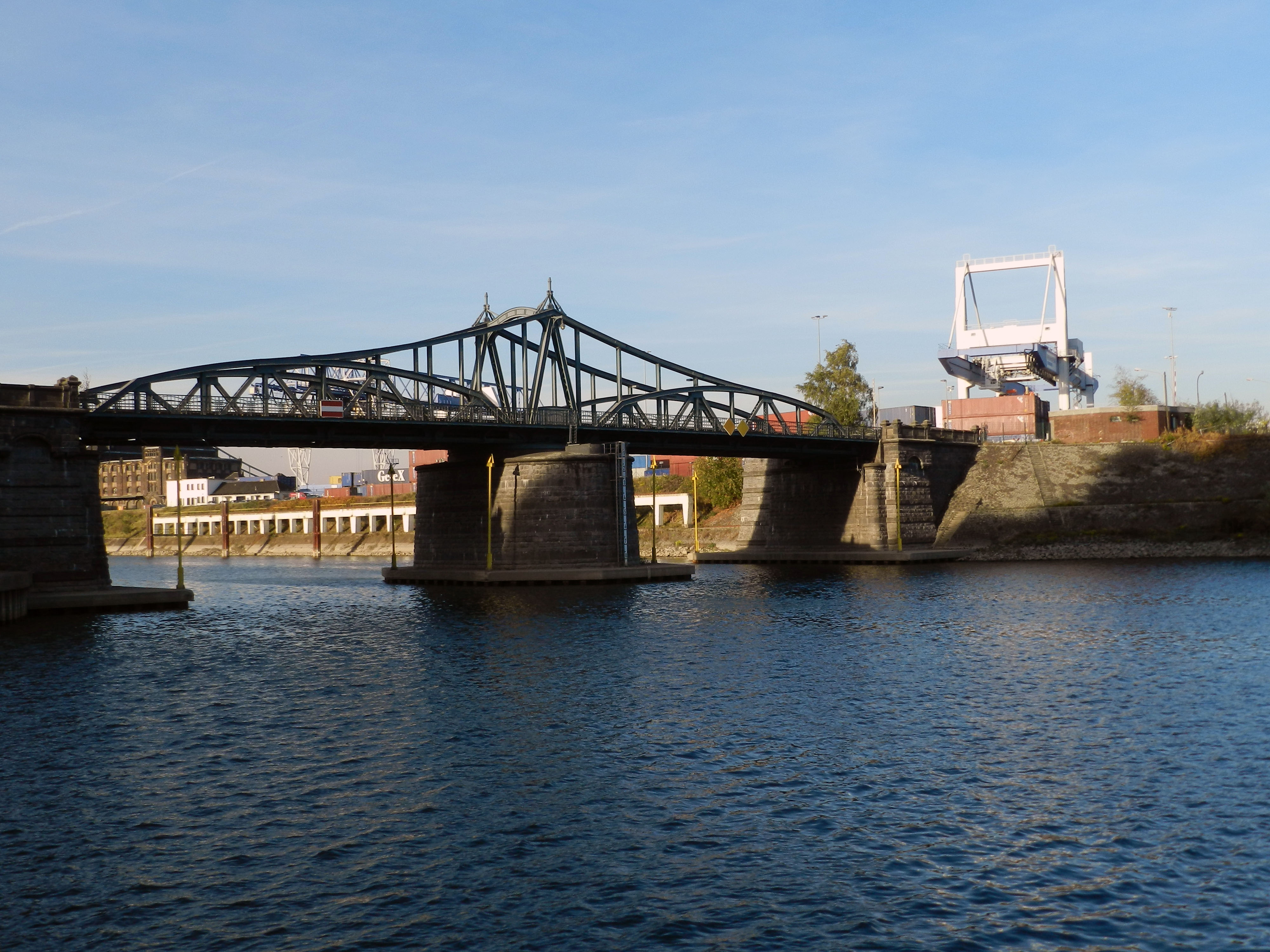
Drehbrücke im Hafenbecken
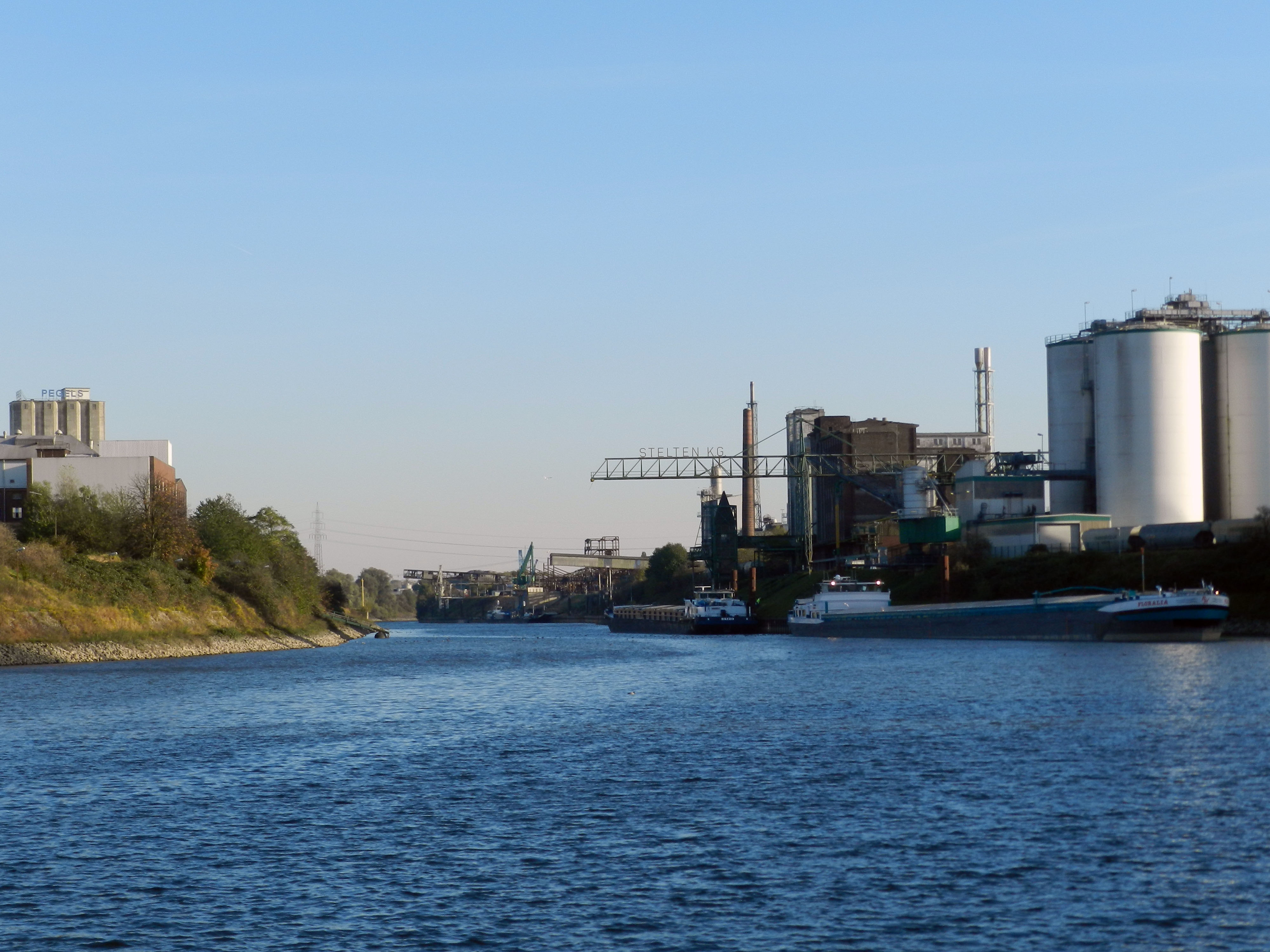
Verladestellen am Westufer
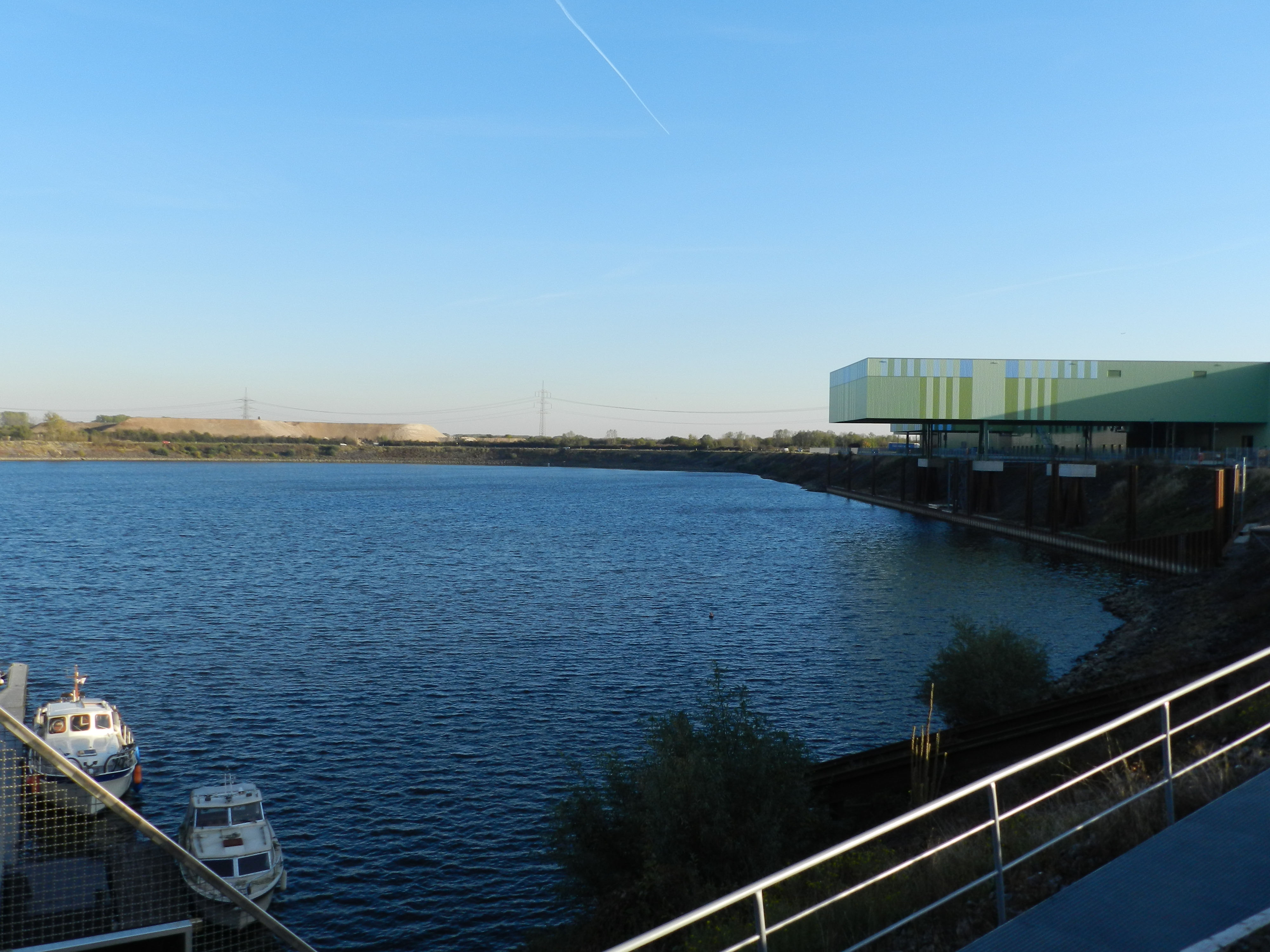
Wendebecken und Stahlverladestelle
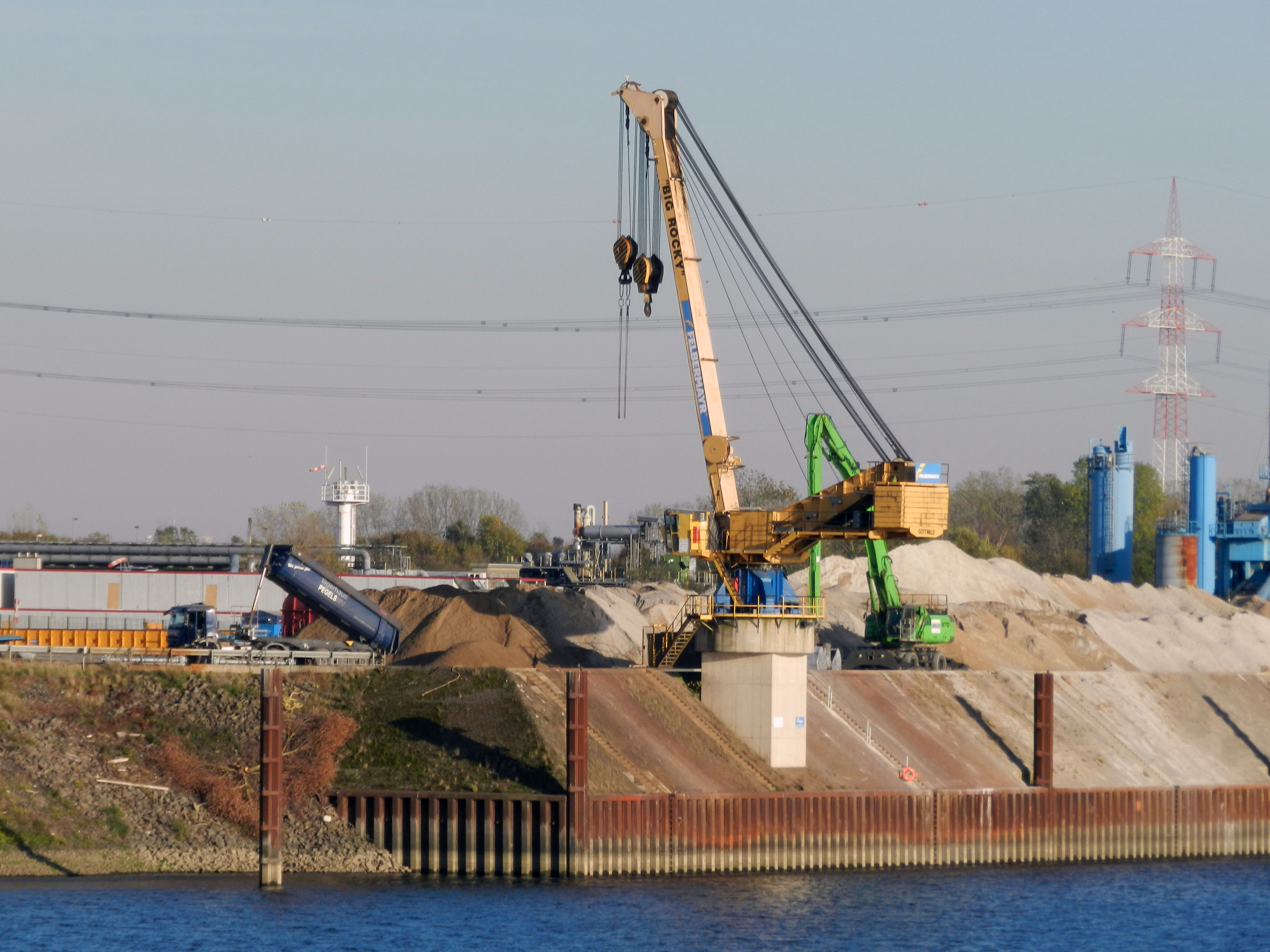
Schwergutkran am Wendebecken

## Das Rheinwerft Uerdingen
Uerdingen hat eine 3,7 km lange Rheinfront und liegt bei Rheinkilometer 765. Vor der Hafeneinfahrt Krefeld schließt sich das Uerdinger Rheinwerft an, das seit mehr als 700 Jahren als Verladestelle und Umschlagsplatz genutzt wird. 1306–1307 existierte eine Zollliste mit etwa 20 Uerdinger Schiffen. Die Stadt Uerdingen war neben Rheinberg viele Jahrzehnte die nördlichste kurkölnische Stadt am Rhein und daher zollpolitisch äußerst bedeutend, so dass sie im 14. Jahrhundert mit einer Stadtmauer befestigt wurde (erste Erwähnung im Jahre 1333). Die Rheinseite wurde mit einer imposanten Burg gesichert. Um 1854 wurden erste feste Ufermauern am Rhein gebaut. 1887 und 1888 wurde das Uerdinger Werft den Erfordernissen der neuen Zeit entsprechend umgestaltet. Es erhielt im Wesentlichen seine heutige Form.
Die Fahrgastschifffahrt nutzt heute einen eigenen Landungssteg mit Schwimmponton, den Uerdinger Steiger, an der Dammstraße, als Anlegestelle in einem Bereich, in dem heute kein Umschlag mehr stattfindet. Regelmäßig werden Tagesausflüge und Mehrtagesreisen u. a. durch die Eureka-Reederei und der weißen Flotte Mülheim durchgeführt.
Von Stromkilometer 765,4 und 766,3 liegen die Piers des CHEMPARK Krefeld-Uerdingen.

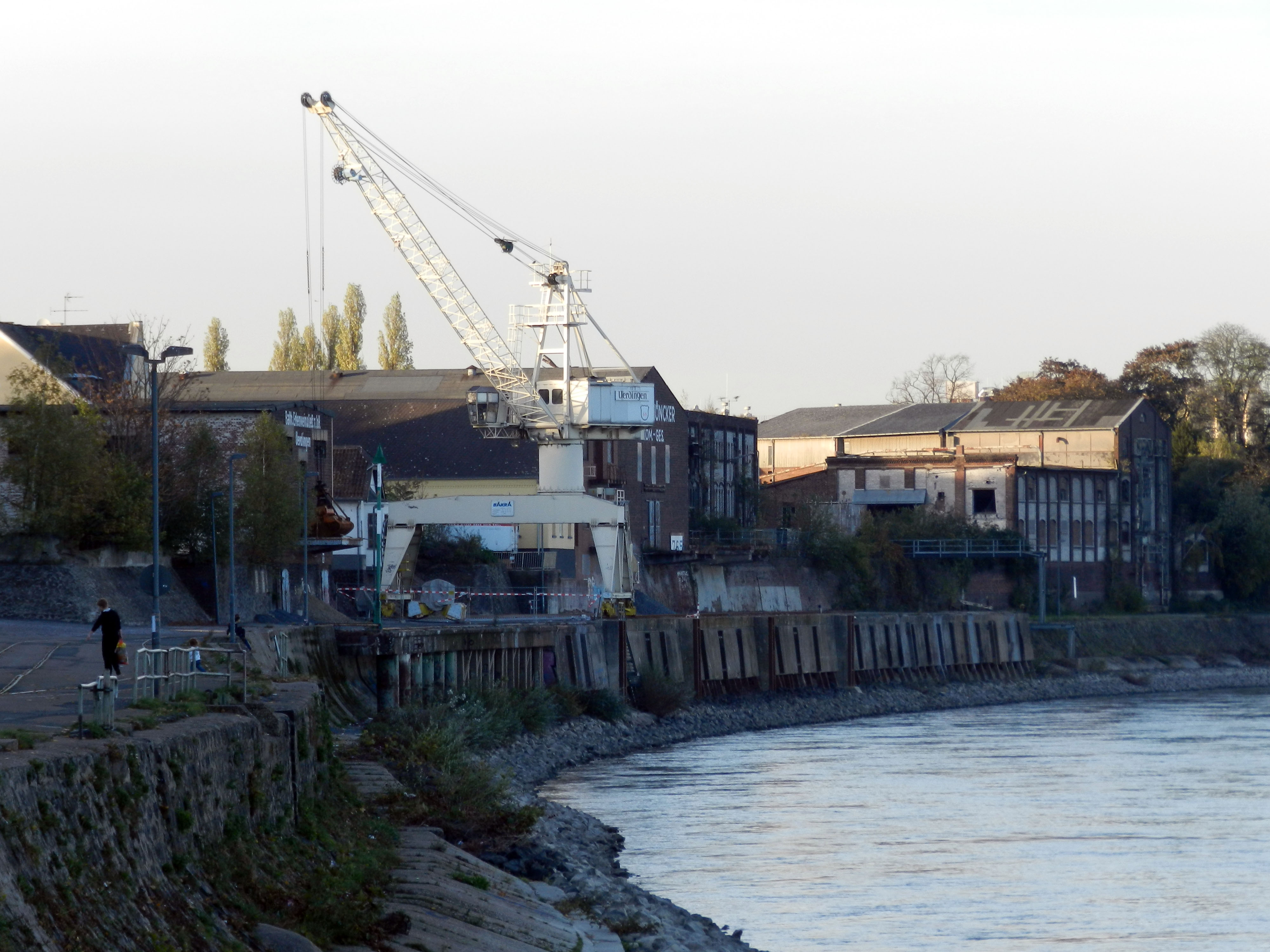
Alter Kran am Uerdinger Ufer
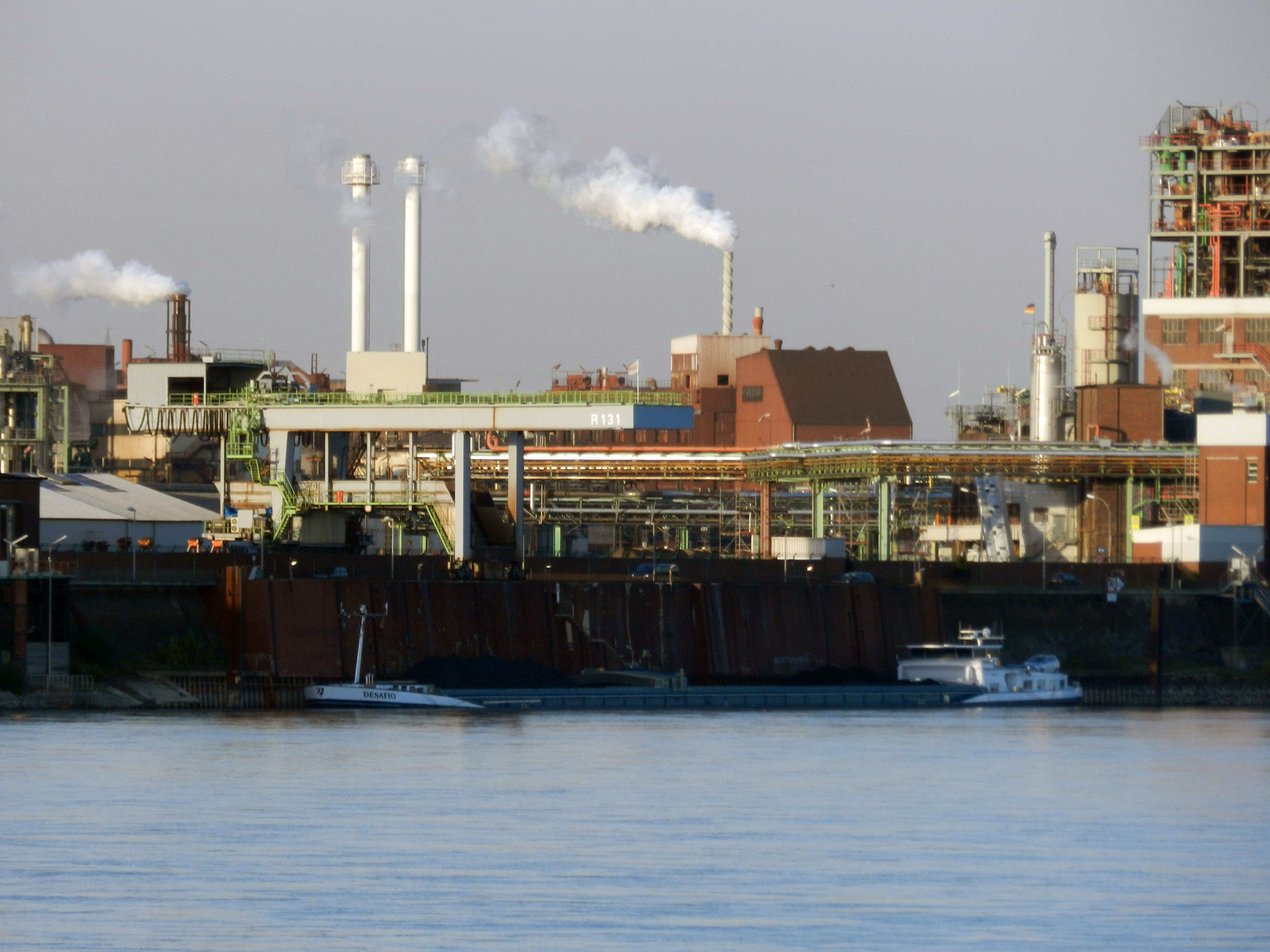
Krananlage am CHEMPARK
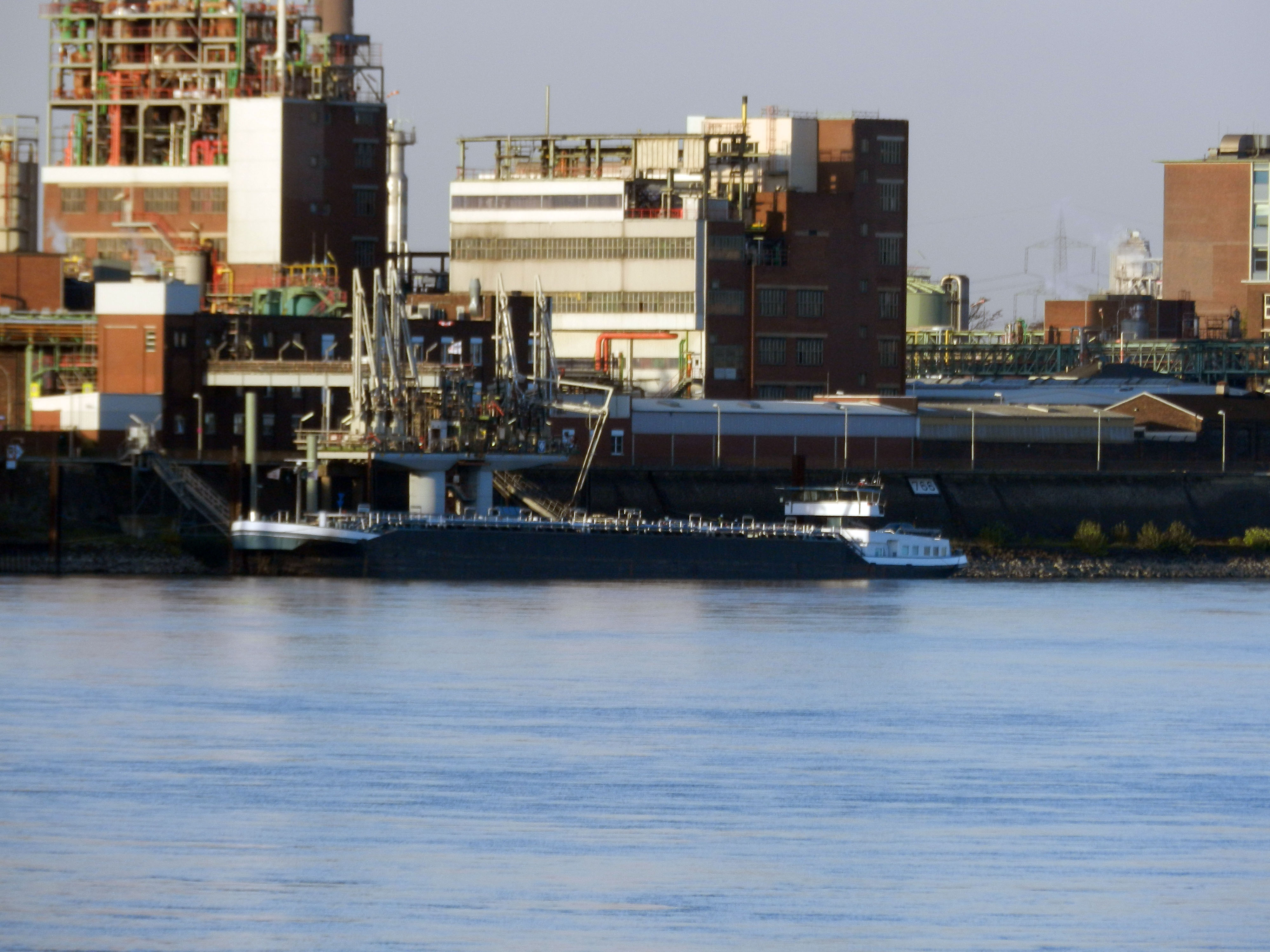
Tankschiffverladestelle
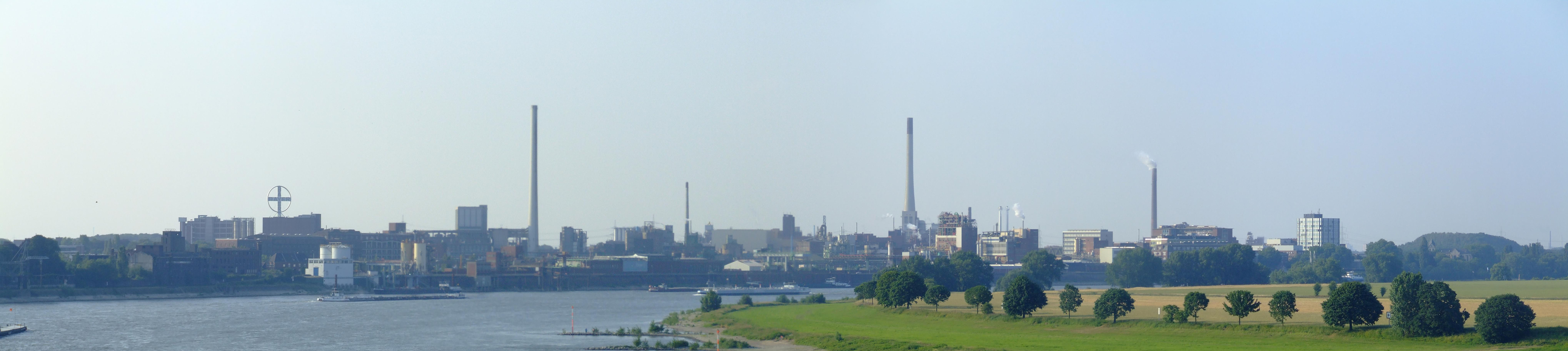
Blick auf die Verladestellen von CHEMPARK Uerdingen